# Narodowy Związek Pisarzy Ukrainy
Narodowy Związek Pisarzy Ukrainy (ukr. Національна спілка письменників України) – organizacja twórcza, zrzeszająca zawodowych literatów związanych z Ukrainą – poetów, prozaików, dramaturgów, krytyków i tłumaczy.

## Historia

### Czasy radzieckie
Historia organizacji sięga I Wszechukraińskiego Zjazdu Radzieckich Pisarzy Ukrainy w dniach 16 czerwca – 12 sierpnia 1934 w Kijowie. Powołano wówczas Związek Radzieckich Pisarzy Ukrainy, będący częścią składową powstałego w tym samym roku Związku Pisarzy ZSRR. 
Statut Związku Pisarzy ZSRR zobowiązywał pisarzy radzieckich do aktywnego udziału w budownictwie socjalistycznym oraz podporządkowania się polityce partii komunistycznej. W statucie określono również jedyną dozwoloną w radzieckiej literaturze metodę twórczości artystycznej – realizm socjalistyczny, podstawę którego stanowić miały zasady partyjności i ludowości.
Podstawę prawną dla powstania związków pisarzy Ukrainy oraz ZSRR stanowiło postanowienie KC WKP(b) z 23 kwietnia 1932 „O przebudowie organizacji literacko-artystycznych”. Postanowienie to przewidywało likwidację wszelkich pozostałych organizacji literackich (w przypadku Ukrainy były to: Wszechukraiński Związek Pisarzy Proletariackich, Pług, Mołodniak, Zachodnia Ukraina) oraz ustanowienie komitetu przygotowawczego dla stworzenia jednolitej organizacji pisarzy radzieckich wraz z odpowiadającymi mu komitetami w poszczególnych republikach związkowych. Organizacje pisarzy w poszczególnych republikach wchodziły w skład ZP ZSRR jako struktury podporządkowane. 
Kierownicza rola partii komunistycznej realizowana była w Związku Radzieckich Pisarzy Ukrainy poprzez wewnętrzny komitet partyjny. Działalność prowadzona była pod nadzorem KGB, a pułkownicy tej struktury bywali mianowani sekretarzami prezydium organizacji.
Organizacja dysponowała własnym wydawnictwem Radianśkyj Pyśmennyk (obecnie Ukrainśkyj Pyśmennyk). Związane były z nią takie organy prasowe, jak „Literaturna Ukraina” (Kijów), „Witczyzna” (Kijów), „Żowteń” (Lwów), „Prapor” (Charków). We współpracy z Ukraińskim Towarzystwem Przyjaźni i Związków Kulturalnych z Zagranicą wydawano pismo „Wseswit” (Kijów). Wspólnie z Instytutem Literatury im. Tarasa Szewczenki wydawany był periodyk „Radianśke Literaturoznawstwo” (obecnie „Słowo i Czas”).

### Niepodległa Ukraina
Na przełomie lat 80. i 90. XX wieku organizacja stała się ośrodkiem walki narodowo-wyzwoleńczej, a niepodległościowo nastawiona część ukraińskiego środowiska literackiego związała się z takimi strukturami, jak Ludowy Ruch Ukrainy, Proswita, Memoriał imienia Wasyla Stusa.
X Zjazd Związku Radzieckich Pisarzy Ukrainy  w dniach 16–19 kwietnia 1991 roku przemianowany został na I Zjazd Związku Pisarzy Ukrainy, co miało podkreślić wyjście organizacji ze struktur Związku Pisarzy ZSRR i początek samodzielnej działalności. Kolejny Zjazd odbył się w listopadzie 1996 roku. W łonie organizacji zaszedł wówczas poważny rozłam. Jego przyczyną stało się nieuznanie przez niektórych członków wyboru Jurija Muszketyka na stanowisko przewodniczącego zarządu organizacji na trzecią z rzędu kadencję. Grupa pisarzy (w tym Jurij Pokalczuk, Jurij Andruchowycz, Mykoła Riabczuk, Ihor Rymaruk) opuściła wówczas organizację, by w 1997 roku powołać alternatywną organizację – Zrzeszenie Pisarzy Ukraińskich.

## Struktura

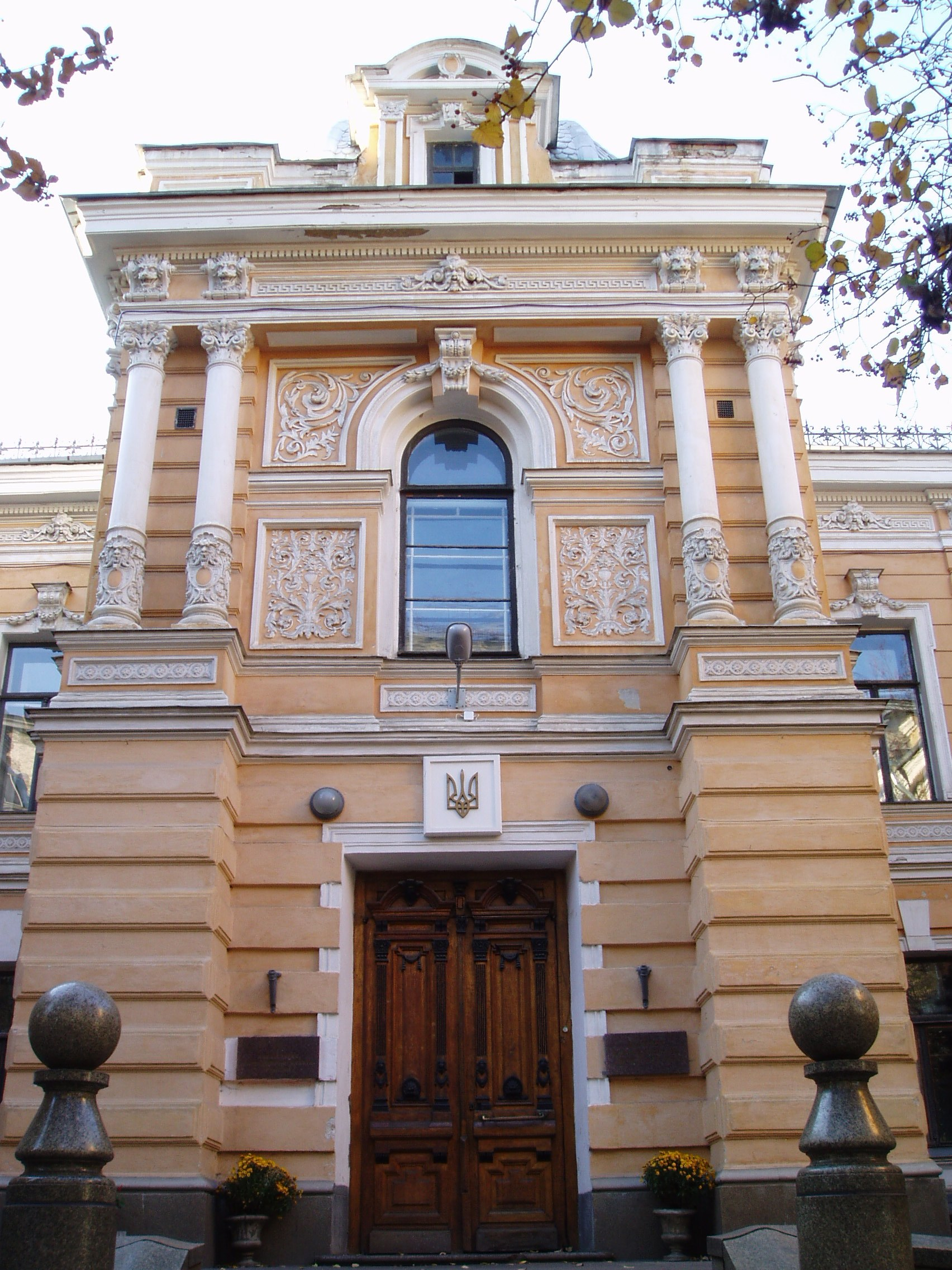
Siedziba Związku w Pałacyku Liebermana w Kijowie

Związek skupia obecnie ponad 1800 członków, zamieszkujących również poza Ukrainą. Jego członkami są również ukraińskojęzyczni poeci i pisarze zamieszkujący w Polsce – Mila Łuczak, Władysław Graban, Jan Kiryziuk, Jerzy Hawryluk i Eugenia Żabińska. Większość należących do organizacji pisarzy tworzy w języku ukraińskim, pozostali w takich językach jak rosyjski, mołdawski, idysz, węgierski, grecki i in. Regionalne oddziały Związku znajdują się w każdym mieście obwodowym na Ukrainie, a także w niektórych innych większych miastach.
Najwyższą władzą w Związku jest zwoływany co pięć lat Kongres Pisarzy Ukraińskich. W przerwach między obradami Kongresu organizacją kieruje Zarząd oraz Prezydium Narodowego Związku Pisarzy Ukrainy. Funkcje wykonawcze sprawuje Sekretariat.
Obecnym przewodniczącym zarządu Narodowego Związku Pisarzy Ukrainy jest Mychajło Sydorżewski, który wybrany został na to stanowisko 28 listopada 2014 roku.
Związek posiada własne wydawnictwo (Ukrainśkyj pyśmennyk) oraz wydaje gazetę ("Literaturna Ukraina") i szereg czasopism („Witczyzna”, „Wseswit”, „Dzwin”, „Donbass” i in.). 
Siedziba organizacji znajduje się przy ul. Bankowej 2 w Kijowie, w charakterystycznym budynku nazywanym Pałacykiem Liebermana.